# Golfo de Ragay
Golfo de Ragay es un gran golfo en la parte sur de la isla de Luzón, al norte del país asiático de Filipinas, en las coordenadas geográficas 13° 35′ 22″ N, 122° 43′ 46″ E. Está separado del mar de Sibuyan por la península de Bondoc en el oeste.
En la península se encuentran las ciudades de San Francisco, San Andrés y San Narciso. El golfo tiene una profundidad máxima de 90 kilómetros y una media de 200 metros, con un ancho de 50 kilómetros
El clima en la zona del Golfo de Ragay es húmedo tropical sin estación seca pronunciada.  Las lluvias se producen durante todo el año.  El Golfo de Ragay es conocido por los turistas que buscan practicar el buceo en sus aguas, para observar especies como el tiburón ballena.